# شهرستان سرکا
شهرستان سرکا (به لاتین: Cerca) یک منطقهٔ مسکونی در آنگولا است که در استان کوانزای شمالی واقع شده‌است.